# Keith Urban

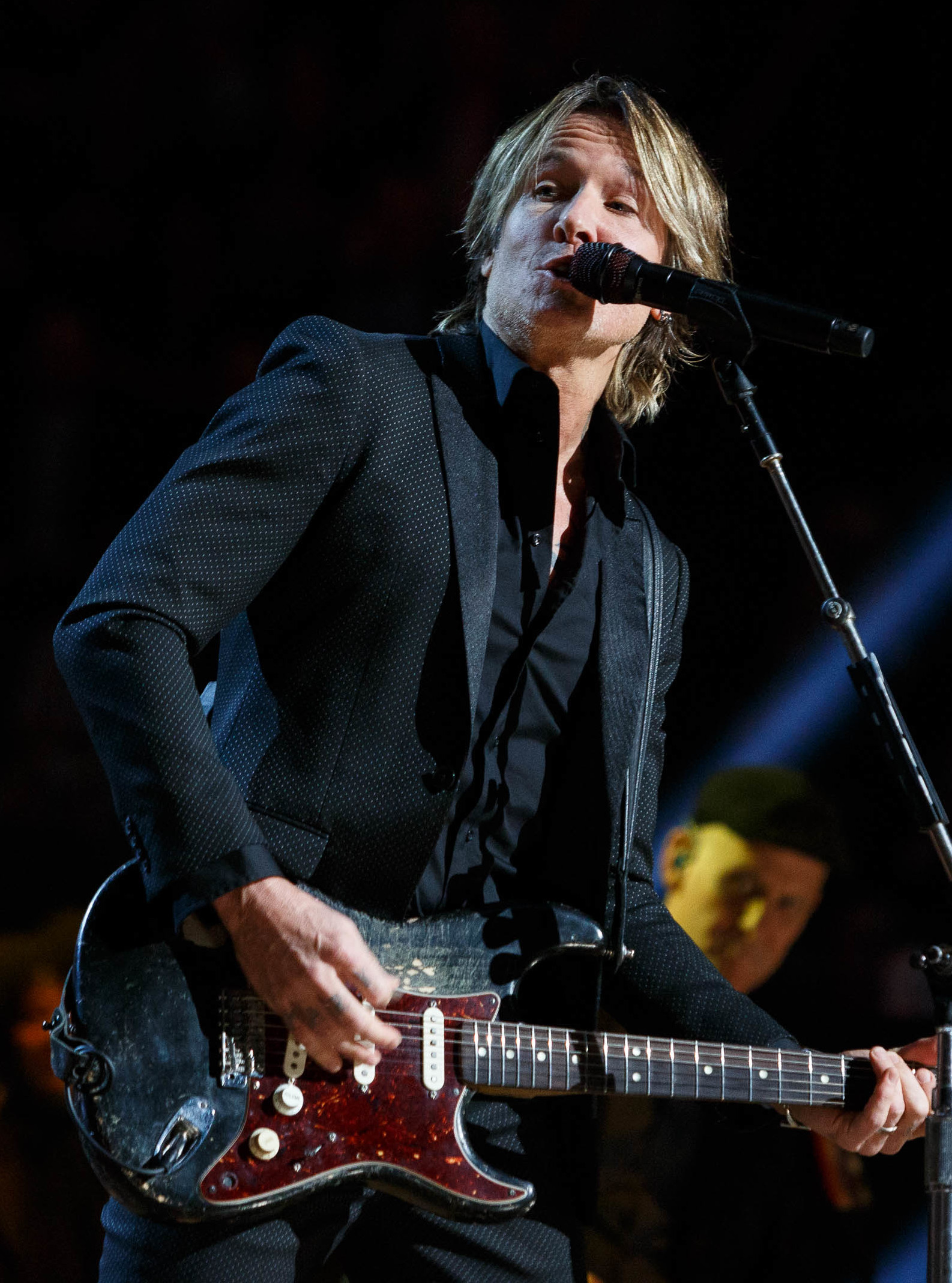
Keith Urban (2018)

Keith Urban AO (* 26. Oktober 1967 in Whangārei, Neuseeland; eigentlich Keith Lionel Urbahn) ist ein neuseeländisch-australischer Sänger, Songwriter und Gitarrist. Er ist ein Crossover-Musiker in den Bereichen Country und Popmusik.

## Lebenslauf
Aufgewachsen ist er in Caboolture, Teil der Greater Metropolitan Region von Brisbane in Queensland, Australien, wo er mit seinen Eltern, die aus Neuseeland eingewandert waren, zeitweise auf einer Farm lebte. Er kam früh mit der Country-Musik in Kontakt und gewann bereits im Alter von acht Jahren eine Talent-Show. Mit zwölf Jahren spielte er mit einer Band in Clubs.
1990 unterzeichnete Keith Urban in seiner Heimat einen Plattenvertrag und veröffentlichte sein erstes Soloalbum. 1992 zog der Musiker nach Nashville, Tennessee und knüpfte Verbindungen zur Musikindustrie. Mit der Band The Ranch produzierte er 1997 ein Album. Sein Durchbruch kam im Jahr 2000 mit dem Soloalbum Keith Urban. Er gewann 2001 den Horizon Award (Nachwuchs-Preis) der Country Music Association und den Top New Male Vocalist Award (Preis des besten neuen Sängers) der Academy of Country Music und wurde für sein Gitarrenspiel für den Grammy nominiert. Keith Urbans Musikstil ist eine Mischung aus Country, Rock und Popmusik. Zu traditionellen Country-Melodien spielt er akustische Gitarre, rockige Soli auf der E-Gitarre oder Banjo. Das Album Golden Road wurde 2002 veröffentlicht und in den USA zwei Millionen Mal verkauft. Be Here folgte 2004.

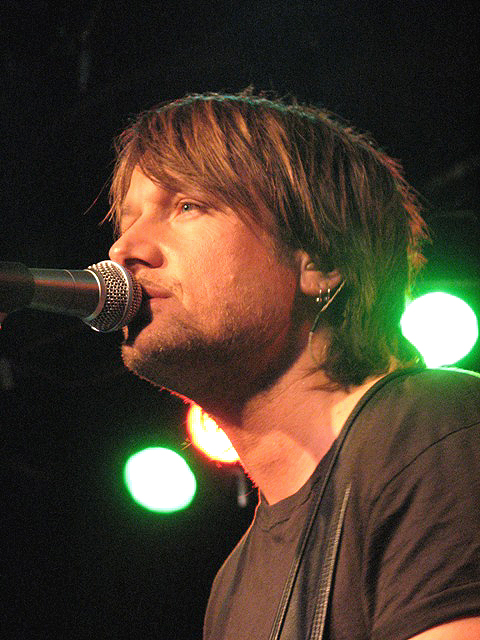
Urban während eines Konzerts in Sydney, März 2007

Am 25. Juni 2006 heiratete Urban in einem Vorort von Sydney die amerikanisch-australische Schauspielerin Nicole Kidman. Am 7. Juli 2008 kam in Nashville ihr erstes gemeinsames Kind  zur Welt. Eine zweite Tochter wurde am 28. Dezember 2010 in Nashville geboren. Sie war mit Hilfe einer Leihmutter ausgetragen worden. Wegen Alkoholproblemen begab Urban sich im Oktober 2006 in eine freiwillige Entziehungskur. Im Jahre 2007 ging er wieder auf Tournee, wo er am 7. Juli 2007 zusammen mit Alicia Keys beim Live-Earth-Konzert in New York City auftrat. Am 15. Mai 2011 erhielt Keith Urban auf Nashvilles Music City Walk of Fame einen Stern; am 21. April 2012 wurde er als Mitglied in die Grand Ole Opry aufgenommen.
Urban war in der ersten Staffel von April bis Juni 2012 Jurymitglied und Coach in der australischen Gesangs-Castingshow The Voice, die auf Nine Network ausgestrahlt wird. Urban nahm neben Mariah Carey, Nicki Minaj und Randy Jackson an der zwölften Staffel von American Idol als Juror teil. 2014 nahm er neben Jennifer Lopez und Harry Connick junior ebenfalls als Juror auch an der 13. Staffel von American Idol teil.
Gemeinsam mit Mickey Guyton, der ersten schwarzen Frau in dieser Rolle, moderierte er am 18. April 2021 die Preisverleihung der Academy of Country Music Awards und hatte nebenbei noch einen Live-Kurzauftritt als Sänger und Gitarrist.

## Diskografie
Studioalben

| Jahr | Titel                              | Höchstplatzierung, Gesamtwochen, AuszeichnungChartplatzierungen (Jahr, Titel, Platzierungen, Wochen, Auszeichnungen, Anmerkungen) | Höchstplatzierung, Gesamtwochen, AuszeichnungChartplatzierungen (Jahr, Titel, Platzierungen, Wochen, Auszeichnungen, Anmerkungen) | Höchstplatzierung, Gesamtwochen, AuszeichnungChartplatzierungen (Jahr, Titel, Platzierungen, Wochen, Auszeichnungen, Anmerkungen) | Höchstplatzierung, Gesamtwochen, AuszeichnungChartplatzierungen (Jahr, Titel, Platzierungen, Wochen, Auszeichnungen, Anmerkungen) | Höchstplatzierung, Gesamtwochen, AuszeichnungChartplatzierungen (Jahr, Titel, Platzierungen, Wochen, Auszeichnungen, Anmerkungen) | Höchstplatzierung, Gesamtwochen, AuszeichnungChartplatzierungen (Jahr, Titel, Platzierungen, Wochen, Auszeichnungen, Anmerkungen) | Höchstplatzierung, Gesamtwochen, AuszeichnungChartplatzierungen (Jahr, Titel, Platzierungen, Wochen, Auszeichnungen, Anmerkungen) | Anmerkungen                              |
| Jahr | Titel                              | AU | DE | AT | CH | UK | US | Country | Anmerkungen                              |
| ---- | ---------------------------------- | --- | --- | --- | --- | --- | --- | --- | ---------------------------------------- |
| 1991 | Keith Urban                        | — | — | — | — | — | — | — | Erstveröffentlichung: 1991               |
| 1997 | The Ranch                          | — | — | — | — | — | — | Country34 (20 Wo.)Country | Erstveröffentlichung: April 1997         |
| 1999 | Keith Urban                        | AU— GoldAU | — | — | — | — | US145 Platin · (7 Wo.)US | Country17 (89 Wo.)Country | Erstveröffentlichung: 19. Oktober 1999   |
| 2002 | Golden Road                        | AU29 Platin · (11 Wo.)AU | — | — | — | — | US11 ×3Dreifachplatin · (111 Wo.)US                                                                                               | Country2 (111 Wo.)Country | Erstveröffentlichung: 8. Oktober 2002    |
| 2004 | Be Here                            | AU11 ×3Dreifachplatin · (47 Wo.)AU                                                                                                | — | — | — | — | US3 ×4Vierfachplatin · (78 Wo.)US                                                                                                 | Country1 (104 Wo.)Country | Erstveröffentlichung: 21. September 2004 |
| 2006 | Love, Pain & The Whole Crazy Thing | AU5 Platin · (27 Wo.)AU | DE32 (6 Wo.)DE | AT23 (4 Wo.)AT | CH52 (3 Wo.)CH | UK73 (2 Wo.)UK | US3 Platin · (54 Wo.)US | Country1 (78 Wo.)Country | Erstveröffentlichung: 7. November 2006   |
| 2009 | Defying Gravity                    | AU3 Platin · (15 Wo.)AU | — | — | — | — | US1 Platin · (72 Wo.)US | Country1 (78 Wo.)Country | Erstveröffentlichung: 31. März 2009      |
| 2010 | Get Closer                         | AU11 Platin · (18 Wo.)AU | — | — | — | — | US7 Platin · (23 Wo.)US | Country2 (78 Wo.)Country | Erstveröffentlichung: 16. November 2010  |
| 2013 | Fuse                               | AU1 Platin · (30 Wo.)AU | — | — | — | — | US1 Platin · (29 Wo.)US | Country1 (91 Wo.)Country | Erstveröffentlichung: 10. September 2013 |
| 2016 | Ripcord                            | AU1 ×2Doppelplatin · (64 Wo.)AU                                                                                                   | — | — | — | — | US4 ×2Doppelplatin · (116 Wo.)US                                                                                                  | Country1 (136 Wo.)Country | Erstveröffentlichung: 6. Mai 2016        |
| 2018 | Graffiti U                         | AU2 Gold · (31 Wo.)AU | — | — | — | — | US2 Gold · (19 Wo.)US | Country1 (27 Wo.)Country | Erstveröffentlichung: 27. April 2018     |
| 2020 | The Speed of Now, Part 1           | AU1 Gold · (17 Wo.)AU | DE56 (1 Wo.)DE | — | CH37 (1 Wo.)CH | UK24 (1 Wo.)UK | US7 Gold · (6 Wo.)US | Country1 (27 Wo.)Country | Erstveröffentlichung: 18. September 2020 |
| 2024 | High                               | AU3 (1 Wo.)AU | — | — | CH36 (1 Wo.)CH | — | US38 (1 Wo.)US | Country10 (1 Wo.)Country | Erstveröffentlichung: 20. September 2024 |

## Auszeichnungen (Auswahl)
- 1983: CCMA Junior Male Vocalist
- 1990: CMAA Star Maker Award
- 1991: CMAA Golden Guitar/Best New Talent
- 1992: CMAA Golden Guitar Male Vocalist
- 1992: CMAA Golden Guitar Instrumentalist
- 1997: CMAA Golden Guitar Instrumentalist
- 1998: CMAA Golden Guitar Instrumentalist
- 2001: CMAA Golden Guitar Instrumentalist
- 2001: ACM Top New Male Vocalist
- 2001: CMA Horizon Award
- 2001: ARIA Outstanding Achievement Award
- 2001: VMA Male Vocalist Award
- 2001: Mo Australian Show Business Ambassador of the Year
- 2003: ARIA Country Album of the Year (Golden Road)
- 2003: Country Weekly Fan Favorite Award for Favorite New Artist
- 2003: BMI Song of the Year Category for „Somebody Like You“
- 2003: TCMA Video Clip of the Year – „Somebody Like You“
- 2004: CMA Male Vocalist of the Year
- 2004: FCMA Best Foreign Music
- 2005: CMT Music Awards Video of the Year – „Days Go By“
- 2005: ACM Album of the Year – „Be Here“
- 2005: ACM Top Male Vocalist
- 2005: CMA International Artist of the Year
- 2005: CMA Male Vocalist of the Year
- 2005: CMA Entertainer of the Year
- 2006: CMA Male Vocalist of the Year
- 2008: Grammy „Best Male Country Vocal Performance“
- 2009: American Music Awards Kategorie Country – Favorite Male Artist
- 2009: Grammy Award für „Best Male Country Vocal Performance“ für Sweet Thing
- 2010: People’s Choice Award Kategorie Favorite Male Artist
- 2011: Grammy Award für „Best Male Country Vocal Performance“ für Til Summer Comes Around